# Bath, New York
Bath är en ort i den amerikanska delstaten New York med en yta av 7,5 km² och en folkmängd, som uppgår till 5 641 invånare (2000). Bath är administrativ huvudort (county seat) i Steuben County. Orten grundades 1793.